# A6 (Noord-Ierland)
De A6 is een hoofdweg in Noord-Ierland. De weg vormt een verbinding van Belfast naar Londonderry/Derry en is 115 kilometer lang.

## Routebeschrijving
De A6 begint in Belfast, maar het eerste deel vanuit Belfast is gebypasst door de M2 en vervolgens de M22 tot Randalstown. Vanaf daar neemt de A6 de functie van doorgaande weg over en is een hoogwaardige dual carriageway tot Castledawson, deels met rotondes en deels met ongelijkvloerse aansluitingen. De A6 is vanaf Castledawson enkelbaans en voert door een gebied met lage heuvels. Daarna volgt vanaf Dungiven weer een traject met 2x2 rijstroken en ongelijkvloerse aansluitingen tot eindpunt Derry.

## Geschiedenis
De A6 was van oudsher al één van de belangrijkste wegen van Noord-Ierland, als primaire verbinding tussen Belfast en Londonderry (Derry), de tweede stad van Noord-Ierland. Het deel in de regio Belfast is in de jaren '60-70 gebypasst door de M2 en M22 tot aan Randalstown.
Later in de 21e eeuw is substantieel in de A6 geïnvesteerd. Als eerste is rond Toome een bypass als dual carriageway met rotondes aangelegd, een 3,5 kilometer lang traject dat op 15 maart 2004 werd geopend. Tussen 2017 en 2021 is een groter project om 15 kilometer van de A6 als ongelijkvloerse dual carriageway aan te leggen, bestaande uit twee delen, vanaf het einde van de M22 bij Randalstown tot aan de bypass van Toome, en verder vanaf de bypass van Toome tot Castledawson. Dit project is op 29 mei 2021 geopend voor het verkeer.
Op het westelijk deel van de A6 is een 25,5 kilometer lang traject van de A6 opgewaardeerd tot dual carriageway tussen Dungiven en Derry, dat op 6 april 2023 is geopend.